# Aozora kataomoi
„Aozora kataomoi” (jap. 青空片想い) – drugi singel japońskiego zespołu SKE48, wydany w Japonii 24 marca 2010 roku przez Nippon Crown.
Singel został wydany w dwóch edycjach: regularnej (CD+DVD) oraz „teatralnej” (CD). Osiągnął 3 pozycję w rankingu Oricon i pozostał na liście przez 10 tygodni, sprzedał się w nakładzie 51 180 egzemplarzy. Utwór tytułowy został wykorzystany w zakończeniu programu Shōgeki! One Phrase.

## Lista utworów
Wszystkie utwory zostały napisane przez Yasushiego Akimoto.

### Wersja regularna
| CD  |                                                   |                                                   |                                                   |      |
| Nr  | Tytuł                                             | Kompozycja                                        | Aranżacja                                         | Czas |
| 1.  | „Aozora kataomoi” (jap. 青空片想い)               | Takamitsu Shimazaki                               | Yūichi "Masa" Nonaka                              |      |
| 2.  | „Bungee sengen” (jap. バンジー宣言)               | Hideharu Mori                                     | Nao Harada                                        |      |
| 3.  | „Aozora kataomoi” (jap. 青空片想い) (off vocal)   | Takamitsu Shimazaki                               | Yūichi "Masa" Nonaka                              |      |
| 4.  | „Bungee sengen” (jap. バンジー宣言) (off vocal)   | Hideharu Mori                                     | Nao Harada                                        |      |
| DVD |                                                   |                                                   |                                                   |      |
| Nr  | Tytuł                                             | Tytuł                                             | Tytuł                                             | Czas |
| 1.  | „Aozora kataomoi” (jap. 青空片想い) (Music Video) | „Aozora kataomoi” (jap. 青空片想い) (Music Video) | „Aozora kataomoi” (jap. 青空片想い) (Music Video) |      |
| 2.  | „Bungee sengen” (jap. バンジー宣言) (Music Video) | „Bungee sengen” (jap. バンジー宣言) (Music Video) | „Bungee sengen” (jap. バンジー宣言) (Music Video) |      |
| 3.  | „Tokuten eizō” (jap. 特典映像)                    | „Tokuten eizō” (jap. 特典映像)                    | „Tokuten eizō” (jap. 特典映像)                    |      |

## Skład zespołu
„Aozora kataomoi”
- Team S: Jurina Matsui (środek), Yukiko Kinoshita, Rena Matsui, Kumi Yagami
- Team KII: Shiori Ogiso, Akane Takayanagi, Manatsu Mukaida

„Bungee sengen”
- Team S: Masana Ōya, Haruka Ono, Mizuki Kuwabara, Akari Suda, Shiori Takada, Aki Deguchi, Yūka Nakanishi, Rikako Hirata, Kanako Hiramatsu
- Team KII: Ririna Akaeda, Shiori Iguchi, Anna Ishida, Mikoto Uchiyama, Tomoko Katō, Momona Kitō, Makiko Saitō, Seira Satō, Mieko Satō, Airi Furukawa, Rina Matsumoto, Reika Yamada, Tomoka Wakabayashi
- Kenkyūsei: Riho Abiru, Kyōka Isohara, Mai Imade, Kasumi Ueno, Rumi Katō, Yuria Kizaki, Risako Gotō, Sawako Hata, Kaori Matsumura, Haruka Mano, Miki Yakata, Erika Yamada

## Notowania
| Lista                       | Pozycja |
| --------------------------- | ------- |
| Oricon Weekly Singles Chart | 3       |
| Billboard Japan Hot 100     | 47      |